# Post Castelijn Casting
Post Castelijn Casting (voorheen Kemna Casting) is een Nederlands castingbureau.
Kemna Casting werd in 1980 opgericht door Hans Kemna. In 2000 nam Job Gosschalk het bedrijf over. Het bedrijf doet de casting van talloze films en televisieseries. In het verleden deden ze de casting van Goede tijden, slechte tijden en Penoza.

## Schandaal
In november 2017 traden acteurs in de Nieuwe Revu naar buiten met beschuldigingen over seksuele intimidatie en machtsmisbruik door casting director Job Gosschalk. Na de onthullingen bleken de beschuldigingen een publiek geheim te zijn. Na de onthullingen bekende Gosschalk dat hij grenzen heeft overschreden in zijn omgang met acteurs, ook legde hij zijn werkzaamheden neer. Het bedrijf nam nadrukkelijk afstand van de casting director.
Om een streep onder het verleden te zetten, en te richten op toekomst, werd in juni 2018 gekozen om verder te gaan onder de huidige naam.